# روبرت كامبل (سياسي أمريكي)
روبرت كامبل (بالإنجليزية: Robert Campbell)‏ هو سياسي أمريكي، ولد في 20 ديسمبر 1937. حزبياً، نشط في الحزب الديمقراطي. وقد انتخب عضو جمعية ولاية كاليفورنيا عن دائرة الدائرة الحادية عشر لكاليفورنيا ‏ (1 ديسمبر 1980 – 1 ديسمبر 1996).